# Manuel Sánchez Sarto
Manuel Sánchez Sarto (Zaragoza, 1 de enero de 1897 - México, 19 de noviembre de 1980) fue un economista y traductor español del alemán, inglés, francés e italiano.

## Biografía
Se licenció en Derecho y Letras en la Universidad de Zaragoza y de doctoró en Derecho y Letras en Madrid. Fue pensionado por la Junta para Ampliación de Estudios en Alemania entre 1921 y 1922 a donde regresó en 1931 para ultimar su tesis sobre los derechos de autor. Allí profundizó estudios en Munich, Leipzig, Berlín y otras universidades. En octubre de 1933 organizó la primera Conferencia Económica Aragonesa. Entre 1923 y 1939 trabajó como director literario y luego director gerente en la editorial Labor de Barcelona en la que dirigió el área de Economía, Ciencia política y Sociología. En 1936 asumió la dirección de la editorial y en 1938 la presidencia de la Cámara del Libro de Barcelona. Estaba casado con la zaragozana Aurora Condoy, de la que tuvo dos hijas.
Introdujo en el mundo de habla hispana el pensamiento económico alemán traduciendo a Van der Borght, Walter Schmidt, Otto Neurath, Wilhelm Lexis, Werner Sombart, C. J. Fuchs, Adolf Weber o Wolfgang Heller, y también a otros autores de las ciencias sociales y políticas como Karl Theodor Heigel, Ludwig Heyde, Harold Laski, Ramsay MacDonald o el influyente Carl Schmitt. Desde octubre de 1933 hasta enero de 1939 fue profesor de Historia Económica en la Universidad Autónoma de Barcelona. Ordenó el comercio exterior de la España republicana y fue jefe del Departamento de Estadística de la CAMPSA de Barcelona, entre 1937 y 1939.
Se exilió a Francia el 1 de febrero de 1939, estuvo en el campo de concentración de Melun y luego estudió en la Sorbona. Logró partir a Nueva York y de allí a México, donde se integró rápidamente en el mundo universitario y empresarial como profesor de Historia Económica en la UNAM, de la que fue titular por oposición desde 1951 y catedrático desde agosto de 1956. Estuvo también en el Instituto de Investigaciones Económicas y en la revista Investigaciones Económicas, de la que fue subdirector. Entre sus alumnos estuvieron el futuro presidente Carlos Salinas de Gortari y Silva Herzog (hijo).
Fue vocal de la Delegación Mexicana en la Segunda Conferencia Regional organizada por la Sociedad de Naciones para la Doble Tributación y Evasión Fiscal en 1943 y técnico asesor de la Dirección de Estudios Hacendarios de la Secretaría de Hacienda y Crédito Público de México desde donde planteó por vez primera una reforma que establecía el impuesto sobre la renta. En 1950 fue economista asesor en México de la Comisión Económica para América Latina y el Caribe (CEPAL), lo que le llevó a entablar frecuentes relaciones con el célebre Raúl Prebisch.
Entre 1947 y 1949 invitado por Rómulo Gallegos impartió clases de Economía y Sociología en la Universidad de Caracas, donde reorganizó la Biblioteca y fundó el Preseminario y luego el Seminario de Derecho Fiscal. Fue también economista asesor de la Corporación Venezolana de Fomento. También en ese país realizó, en 1948, estudios de Promoción Regional en Barquisimeto. Regresó a la UNAM en 1949; estuvo en el México City College for the Leading lndustrialists y colaboró en la Encyclopaedia Americana, The Nation, la Revue de Science et Legislation financière, los mexicanos Cuadernos Americanos, El Trimestre Económico, Revista de Economía, Comercio Exterior e Investigaciones Económicas y en otras revistas venezolanas, paraguayas o cubanas.
En 1952 y 1953 disfrutó de una beca de la ONU y viajó por Holanda, Inglaterra e Italia. También realizó informes para el Banco de México, en el que entre 1949 y 1953 dirigió la Planeación General en la Oficina de Investigaciones Industriales, desde donde colaboró con otros economistas españoles: Enrique Rodríguez Mata, Alfredo Lagunilla, José Bullejos y Leonardo Martínez Echeverría, por ejemplo.
En 1953 viajó a Paraguay como experto economista de la ONU y planteó “la necesidad de establecer una coordinación más cabal entre los organismos internacionales y bilaterales de Asistencia técnica”, especialmente el Fondo Monetario Internacional y el Banco Mundial. Organizó y dirigió en Asunción un Gabinete de Estadística y redactó el Anteproyecto del Código de Fomento de la Producción. Contratado en 1954 por la ONU marchó a San José de Costa Rica como profesor y director, hasta 1956, de la prestigiosa Escuela Superior de Administración Pública que las Naciones Unidas organizaron para América Central (ESAPAC). Formó parte del Comité Organizador de la Primera Conferencia Interamericana de Administración Portuaria y coordinó numerosos estudios en Guatemala, Nicaragua y Honduras.
Tras su regreso definitivo a México en 1955 colaboró en diversas comisiones de reforma universitaria. En 1962-1963 realizó un viaje sabático por el Líbano, Siria, Egipto, Jordania, Israel y Turquía, los Santos Lugares, Grecia e Italia, donde continuó sus estudios acerca de la Cassa del Mezzogiorno y la “sociedad industrial” del Norte. En París estudió en el Commisariat du Plan el vigente en Francia, varios proyectos del Midi y otros asuntos en la Escuela Nacional de Administración. La gira se prolongó por Bélgica (Instituto Internacional de Ciencias Administrativas de Bruselas), Alemania (Instituto de Economía Mundial de Hamburgo), Austria, Suiza e Inglaterra, regresando a la UNAM el 6 de octubre de 1963.
Fue director gerente de la editorial Atlante (1939-1945), donde dio trabajo a numerosos exiliados como el historiador Jaume Vicens Vives, los pedagogos Santiago Hernández Ruiz y Domingo Tirado Benedí, el médico Isaac Costero y el filósofo José Ferrater Mora, o a eruditos mexicanos como Alfonso Reyes. El Fondo de Cultura Económica le encargó reediciones o nuevas traducciones del alemán, inglés, francés, italiano, a las que aportó con frecuencia documentadas introducciones. De esa época son sus versiones del Leviatán de Thomas Hobbes, la Economía de Richard von Strigl, el Sistema nacional de Economía Política de Friedrich List, la Historia económica general de Max Weber, el Ensayo sobre la naturaleza del comercio en general, de Richard Cantillon; la Breve historia de la economía Internacional, 1850-1950, de W. Ashworth y la revisión de la traducción de los Principios de Economía política y tributación de David Ricardo. Entre 1959 y 1963 se publicaron los cuatro tomos de su traducción para la UTEHA de a Teoría General de la Economía de Andreas Paulsen.
Colaboró en las revistas Aragón y Las Españas, participó en la Unión de Profesores Universitarios Españoles en el Extranjero, elaboró un plan de estudio para la exposición “La obra de los exiliados españoles (1939-1959)”. Frecuentó el Ateneo español de México, donde fue homenajeado. En 1959 escribió un interesante y clarividente Proyecto de capítulo sobre España en vísperas del Plan de Estabilización. En 1972 realizó su sueño de regresar a España por un tiempo. Murió el 19 de noviembre de 1980.

## Obras
- La banque publique en Espagne, The Hague, Holland, M. Nijhoff, 1934
- Trad. de Thomas Hobbes, Leviatán.... México: FCE, 1940.
- Economía y Administración, San José de Costa Rica, 1955
- Comercio internacional y economía centroamericana, San José de Costa Rica, Escuela Superior de Administración Pública de América Central, 1956
- Informe sobre la ESAPAC, Bruselas, Instituto Internacional de Ciencias Administrativas de Bruselas, 1959
- Meditaciones sobre Keynes y el keynesianismo, San Salvador, ESAPAC, 1959
- Escritos económicos (México, 1939-1969), ed. de Eloy Fernández Clemente, Zaragoza, PUZ, 2003.